# Johann
Johann je německá podoba jména Jan.

## Nositelé
- Johann Aulegk (1851–1919) – moravský stavitel
- Johann Bernhard Bach (1676–1749) – německý varhaník a skladatel
- Johann Sebastian Bach (1685–1750) – německý barokní skladatel
- Johann Bernhard Basedow (1724–1790) – německý pedagog a reformátor vzdělávání
- Johann Bauhin (1541–1613) – švýcarský botanik a lékař
- Johann Beck (1706–1777) – misionář Moravských bratří v Grónsku
- Johann Bernoulli (1667–1748) – švýcarský matematik, fyzik a lékař
- Johann Baptist Cramer (1771–1858) – anglický klavírista a skladatel
- Johann Criginger (1521–1571) – německý spisovatel a kartograf
- Johann Deisenhofer (* 1943) – německo-americký chemik, nositel Nobelovy ceny za chemii 1988
- Johann Dick (1927–1986) – osoba usmrcená při pokusu o přechod Československých státních hranic
- Johann Drexel (1844–1905) – rakouský politik
- Johann Eck (1486–1543) – německý teolog
- Johann Franz Encke (1791–1865) – německý astronom
- Johann Engelbrecht (1726–1807) – hodinář
- Johann Fabri (1478–1541) – německý římskokatolický duchovní
- Johan Fabricius (1899–1981) – nizozemský spisovatel
- Johann Bernhard Fischer (1656–1723) – rakouský architekt
- Johann Wolfgang von Goethe (1749–1832) – německý spisovatel, umělec a politik
- Johann Haase (1837–1904) – český místní politik a vinař
- Johann Hahnenkamm (1819–1857) – český podnikatel
- Johann Adolf Hasse (1699–1783) – německo-italský zpěvák a hudební skladatel
- Johann von Chlumecký (1834–1924) – rakouský člen rakouské Říšské rady, úředník a šlechtic
- Johann Jahn (1750–1816) – rakouský lingvista a římskokatolický duchovní
- Johann Kux (1861–1940) – český historik německého původu
- Johann Most (1846–1906) – americký politik
- Johann Pachelbel (1653–1706) – německý barokní skladatel, varhaník a pedagog
- Johann Strauss starší (1804–1849) – rakouský hudební skladatel
- Johann Strauss mladší (1825–1899) – rakouský hudební skladatel
- Johann Ledebur-Wicheln (1842–1903) – český poslanec Českého zemského sněmu a šlechtic